# Trepa no Coqueiro
GRES Trepa no Coqueiro é uma escola de samba de Portugal, sediada em Sesimbra.
A escola é considerada uma agremiação tradicional do Carnaval de Sesimbra, e desfila em Sesimbra desde 1978. Em 2015, homenageou em seu desfile os 450 anos da cidade do Rio de Janeiro.
Em 2020, apresentou um enredo que abordava personalidades e grupos sociais e eventos que revolucionaram a humanidade em diversas áreas, desde a ciência, até a cultura pop, tais como Neil Armstrong, Frida Kahlo, Einstein, Beatles, Beyoncé, os hippies, Greta Thunberg, a Revolução dos Cravos e a boneca Barbie.

## Segmentos

### Intérprete
| Período | Nome                    | Ref.  |
| ------- | ----------------------- | ----- |
|         |                         |       |
| 2020    | Igor Sorriso (Gravação) | [ 5 ] |

## Carnavais
| Ano  | Colocação | Enredo | Carnavalesco | Ref         |
| ---- | --------- | --- | ------------ | ----------- |
| 2015 |           | |              |             |
| 2016 |           | |              |             |
| 2017 |           | |              |             |
| 2018 |           | |              |             |
| 2019 |           | |              |             |
| 2020 |           | Um pequeno passo para o homem, um grande passo para a humanidade Compositores:Marcelo Carvalho, Durval Borges e Léo Simpatia |              | [ 4 ] [ 5 ] |